# Perifraza
Perifraza ili cirkumlokucija (περίφρασις, periphrasis, peri = o, oko; phrasis = govor, izraz; lat. circumlocutio) figura je s kojom se s više riječi ili nekoliko rečenica opisuje, odnosno zamjenjuje neki pojam koristeći neke njegove bitne oznake.
Perifrazom se pojačava stil, posebice u retorici, odnosno govorništvu te se često naziva retoričkom metaforom. U nekom kontekstu, perifraza može postati i eufemizmom i sličnim figurama.

## Primjeri perifraze
- Kralj životinja (lav)
- Vrh svijeta (Himalaja)
- Sedma umjetnost (film)
- Otac hrvatske književnosti (Marko Marulić)

## Perifraza i metafora
Katkad su perifraze postale i svojevrsne metafore, ujedno i zamjene za vlastito ime (stoga se pišu velikim slovom):
- Zemlja Izlazećeg Sunca (Japan)
- Vječni Grad (Rim)
- Sveta Stolica (Vatikan)
- Velika Jabuka (New York)
- Zemlja Tisuću Jezera (Finska)
- Lijepa Naša (Hrvatska)

## Poveznice
- Metafora
- Eufemizam
- Litota
- Mejoza
- Hiperbola